# Носа-Сеньора-да-Глория
Носа-Сеньора-да-Глория (порт. Nossa Senhora da Glória) — муниципалитет в Бразилии, входит в штат Сержипи. Составная часть мезорегиона Сертан штата Сержипи. Входит в экономико-статистический микрорегион Сержипана-ду-Сертан-ду-Сан-Франсиску. Население составляет 29 447 человек на 2006 год. Занимает площадь 745,5 км². Плотность населения — 39,5 чел./км².
Праздник города — 26 сентября.

## История
Город основан в 1928 году.

## Статистика
- Валовой внутренний продукт на душу населения на 2004 составляет 3.140,81 реалов (данные: Бразильский институт географии и статистики).
- Индекс развития человеческого потенциала на 2000 составляет 0,631 (данные: Программа развития ООН).

## География
Климат местности: полупустыня.